# 巴勒斯坦猶太人
巴勒斯坦猶太人（英語：Palestinian Jews），世居在巴勒斯坦托管地的猶太人，在1948年以色列建國之前，他們就居住在此地，猶太社群當時被稱為依舒夫（Yishuv，意為居民、城鎮）。在他們之中，又區分為老依舒夫，以及在1881年第一次阿利亞運動之後才遷居此地的猶太人，稱為新依舒夫。居住在南敍利亞（又稱為鄂圖曼巴勒斯坦）的猶太人也被稱為巴勒斯坦猶太人。
在1948年，以色列建國之後，巴勒斯坦猶太人獲得公民權之後，這個名稱就很少使用了。